# بطولة الأندية الأوقيانية 2006
بطولة الأندية الأوقيانية 2006 (بالإنجليزية: 2006 Oceania Club Championships) هو الموسم الخامس من دوري أبطال أوقيانوسيا. شارك فيه 11 فريقاً، وفاز باللقب أوكلاند سيتي النيوزيلندي على حساب إيه إس بيراي التاهيتي بنتيجة 3-1 في نهائي البطولة.